# Lust for Frankenstein
Pour plus de détails, voir Fiche technique et Distribution.
Lust for Frankenstein est un film réalisé par Jesús Franco sorti en 1998. Il réunit son égérie Lina Romay et l'actrice américaine Michelle Bauer.

## Synopsis
Moira Frankenstein (Lina Romay), la fille du défunt professeur, découvre la "déesse" (Michelle Bauer), une créature féminine créée par son père. Fascinée, elle n'a plus qu'une idée en tête : trouver de jeunes filles pour contenter la créature.

## Fiche technique
- Réalisateur : Jesus Franco
- Genre : épouvante/érotique
- Pays : Espagne, États-Unis
- Sortie : 1998
- Durée : 88 minutes

## Distribution
- Lina Romay : Moira Frankenstein
- Michelle Bauer : Goddess- La créature
- Analia Ivars : Abigail
- Amber Newman : La stripteaseuse
- Carlos Subterfuge : Le fantôme de Frankenstein
- Robert King : Cyrus
- Alex Cox : Le gardien